# Sacrifice ultime
 (avril 2014).
Sacrifice ultime (titre original : Last Sacrifice) est le sixième roman de la série Vampire Academy écrite par Richelle Mead. Il est précédé par Lien de l'esprit. C'est le dernier roman de la série Vampire Academy mais en 2011, Richelle Mead a lancé une série spin-off intitulée Bloodlines avec plusieurs personnages issus de Vampire Academy et qui se déroule après les événements de ce sixième roman.
Dans Sacrifice ultime, Rose part à la recherche du frère ou de la sœur caché(e) de Lissa avec l'aide de Dimitri et Sydney. Pendant ce temps à la cour, Lissa, Adrian, Christian, Abe et les autres proches de Rose essayent de prouver l’innocence de cette dernière dans l'affaire du meurtre de la Reine Tatiana.   

## Résumé
Au début du livre, notre héroïne Rose Hathaway, est accusée d'avoir tué la reine Tatiana Ivashkov. Juste avant d'être jugée, ses amis l'aident à s'évader. Pendant que certains restent à la Cour pour trouver le vrai assassin, Rose et Dimitri rejoignent Sydney, une amie de Rose, qui doit les emmener en Virginie-Occidentale. Le trajet est tendu car Sydney est sous les ordres du père de Rose et Dimitri affirme ne plus aimer Rose. Car, celui-ci avait été transformé en Strigoï et avait ramené auprès des vivants grâce au pouvoir de Lissa. Dimitri avait beaucoup souffert et ne s'est pas pardonné du mal qu'il avait fait à Rose. Il est maintenant dévoué à sa sauveuse Lissa qui lui a demandé de faire évader Rose. Mais Rose est têtue et sait que Lissa a un demi-frère ou une demi-sœur qui va lui permettre de faire partie du Conseil. Elle décide donc de retrouver ce membre de la famille de Lissa et est contrainte d'accepter que Victor Dashkov et son frère, Robert Doru l'aident, ceux-ci proposent de présenter Lisa pour semer le chaos à la cour et gagner du temps. Rose en fait part à son petit ami Adrian qui lui promet de ne rien dire à Lisa. Ils découvrent que Sonya Karp, une ancienne professeur de Rose, transformée en Strigoï, est liée à la maîtresse d'Eric Dragomir (le père de Lissa). Ils la trouvent et Robert, un spécialiste de l'Esprit, la retransforme en Moroï. Dimitri, sachant ce que ressent Sonya, la console. La jalousie de Rose se réveille mais elle se l'interdit car c'est avec Adrian qu'elle sort. Lissa réussit toutes les épreuves mais sait qu'elle ne pourra pas être reine car aucun membre de sa famille ne pourra voter pour elle et c'est indispensable. Sonya aide Rose et ses amis à trouver la demi-sœur de Lissa qui n'est autre que Jill Mastrano. Celle-ci accepte de les accompagner à la cour mais elle est enlevée par les frères Dashkov avant de partir. Durant un combat pour récupérer Jill, Rose tue accidentellement Victor. Dimitri essaie de la consoler et ils finissent par passer la nuit ensemble dans un motel où leurs sentiments ressortent. Jill revient à la cour avec Rose et Dimitri et le vrai meurtrier de Tatiana est démasqué. Christian est effondré quand il apprend que c'est sa tante Tasha. Celle-ci essaye de tirer sur Lisa mais c'est Rose qui la recevoir tombe dans le coma. À son réveil, Dimitri lui apprend que ni Lissa, ni Adrian ne l'ont guéri mais que c'est elle-même qui ne s'est pas laissée mourir. Elle perd son lien avec Lissa par la même occasion. Rose décide de parler à Adrian de sa relation avec Dimitri et s'excuse mille fois. Mais les effets de l'Esprit accentuent la rage d'Adrian et le poussent à partir. Rose se demande si elle va le revoir… Elle réalise son rêve en étant assignée à Lissa et en apprenant que Dimitri est assigné à Christian, l'amour de Lissa. Ils pourront donc être ensemble sans causer de torts à leurs Moroïs car "ils passent avant tout". La saga se termine avec le couronnement de la nouvelle reine, la Moroï Vasilisa Sabina Rhéa Dragomir. Dimitri et Rose vivront désormais leur amour sans se soucier du regard des gens !

## Personnages

### Rosemarie Hathaway
Rosemarie Hathaway a 18 ans. C'est une dhampir, future gardienne de Vasilisa Dragomir, sa meilleure amie. Elle possède un lien spécial avec Lissa : Rose peut entrer dans sa tête et ressentir ses émotions. Grâce au baiser de l'ombre, la jeune gardienne peut aussi voir des fantômes et sentir la présence des non-morts (Strigoi). Elle est courageuse, intrépide et franche, ce qui la met parfois dans le pétrin. Elle est aussi amoureuse de son mentor Dimitri, qui partage ses sentiments, mais ils ne pourront être officiellement ensemble qu'à la fin du tome 6.

### Vasilisa Sabina Rhéa Dragomir
Lissa est une jeune Moroï très sensible et intelligente. Elle ne s'est jamais spécialisée dans aucun des éléments jusqu'à le découvrir enfin : l'Esprit. Cet élément est très dangereux pour sa santé mentale mais lui a permis de sauver sa meilleure amie, Rose, de la mort. Elle a perdu ses parents et son frère dans un accident de voiture d'où elle a réchappé. Lissa a vécu d'énormes souffrances, tout d'abord en se faisant torturer par son oncle, puis en découvrant que sa meilleure amie était amoureuse de Dimitri et voulait l'abandonner pour aller le sauver. 
Mais Lissa vit maintenant une magnifique vie. C'est dorénavant la souveraine du monde Moroï, elle a fait la connaissance de sa demi-sœur, elle vit avec son grand amour et avec sa meilleure amie.

### Dimitri Belikov
Dimitri Belikov est un dhampir gardien de 25 ans, mentor et amant de Rosemarie (Rose) Hathaway. Il sera attribué à Christian Ozera . Dans le premier tome, il cache ses sentiments à Rose...

### Christian Ozéra
Christian est un jeune Moroï spécialisé dans l'élément Feu. Petit ami de la princesse Vasilisa Dragomir (Lissa) aura à la fin du livre comme gardien Dimitri Belikov.

### Adrian Ivashkov
Neveu de la défunte reine Tatiana Ivashkov. Adrian est un moroï de sang royal. Moroï ayant aussi comme la princesse Vasilisa Dragomir (Lissa) la magie de l'esprit. Il aura aussi une relation avec Rose mais elle la terminera pour aller avec Dimitri. Il quittera alors la Cour.

### Jillian Mastrano
Demi-sœur de la princesses Vasilisa Dragomir.

### Eddie Castile
Novice puis gardien. Meilleur ami de Mason, il aidera Rose à prouver son innocence concernant le meurtre de la reine Tatiana Ivashkov. Persuadé de veiller sur Rose après la mort de Mason, il risquera sa vie à plusieurs reprises.

### Sydney Sage
Alchimiste et amie de Rosemarie Hathaway (Rose).

## Spin-off
Ce sixième tome est le dernier de la série Vampire Academy. Néanmoins, il existe un spin-off qui se déroule après les événements de ce sixième tome. Sydney, Adrian ou encore Jill, sont les héros de ce spin-off. Cette série s'intitule Bloodlines. En France, le premier tome est sorti en 2012 sous le titre Bloodlines mais en 2014, Castelmore réédite le roman en décidant de séparer le nom de la série et celui du tome (Comme pour Vampire Academy). Il s'intitule donc maintenant Noire Alchimie.    